# Нижнесавинское сельское поселение
Нижнесавинское се́льское поселе́ние — муниципальное образование в Куединском районе Пермского края Российской Федерации.
Административный центр — село Центральная Усадьба 3-го Госконезавода.

## История
Статус и границы сельского поселения установлены Законом Пермской области от 10 ноября 2004 года № 1759-363 «Об утверждении границ и о наделении статусом муниципальных образований Куединского района Пермского края»

## Население
| 2010 | 2012 | 2013 | 2014 | 2015 | 2016 | 2017 |
| ---- | ---- | ---- | ---- | ---- | ---- | ---- |
| 1021 | ↘986 | ↘978 | ↗979 | ↗983 | ↘951 | ↘929 |
| 2018 | 2019 | 2020 |      |      |      |      |
| ↘907 | ↘876 | ↘860 |      |      |      |      |

## Состав сельского поселения
| № | Населённый пункт                       | Тип населённого пункта       | Население |
| - | -------------------------------------- | ---------------------------- | --------- |
| 1 | Москудья                               | деревня                      | 90        |
| 2 | Нижняя Сава                            | деревня                      | 131       |
| 3 | Центральная Усадьба 3-го Госконезавода | село, административный центр | 800       |